# شيريلين فين
شيريلين فين (بالإنجليزية: Sherilyn Fenn)‏ هي ممثلة أمريكية، ولدت في 1 فبراير 1965 بديترويت في الولايات المتحدة.

## أعمال

### أفلام
- (1990) وايلد ات هارت
- (2012) بيغ فوت
- (2017) ما تتمناه

### مسلسلات
- بنات غيلمور
- ميامي
- هاوس

## وصلات خارجية
- شيريلين فين على موقع IMDb (الإنجليزية)
- شيريلين فين على موقع روتن توميتوز (الإنجليزية)
- شيريلين فين على موقع ألو سيني (الفرنسية)
- شيريلين فين على موقع تيرنر كلاسيك موفيز (الإنجليزية)
- شيريلين فين على موقع أول موفي (الإنجليزية)
- شيريلين فين على موقع قاعدة بيانات الأفلام السويدية (السويدية)
- شيريلين فين على موقع إن إن دي بي (الإنجليزية)
- شيريلين فين على موقع قاعدة بيانات الفيلم (الإنجليزية)
- شيريلين فين على موقع كينوبويسك (الروسية)